# Первый визит китайских военных кораблей в Россию
 Визит кораблей ВМС Цинской империи во Владивосток в 1886 году — первый визит китайских военных кораблей в Россию. Состоялся 22 июля (3 августа) — 27 июля (8 августа) 1886 года. Китайские ВМС были представлены кораблями Бэйянского флота, а Российский Императорский флот — кораблями эскадры Тихого океана и Сибирской флотилии.

## Предыстория
Конец 1870 — начало 1880-х были отмечены определённой стабилизацией внутриполитического положения Китайской империи. После подавления последних очагов мусульманского сепаратистского движения в Западном крае (Китайский Туркестан, совр. Синьцзян-Уйгурский автономный район), Цинская империя добилась от России заключения Ливадийского (1879 год) и Петербургского (1881) договоров, окончательно восстановивших суверенитет Китая над Илийским краем и определивших линию государственной границы двух империй на её западном участке. Одновременно был принят ряд мер к усилению правительственного влияния в Маньчжурии.
Летом 1877 года, совместно с российскими представителями, была проведена повторная демаркация границы от устья реки Тумэнь до станицы Козакевичевой. В 1878 году были отменены все указы и постановления, запрещавшие или ограничивающие переселение китайцев в Маньчжурию, китайские переселенцы были уравнены в правовом положении с маньчжурами, в северо-восточных провинциях постепенно вводилось гражданское управление. Цинские власти поощряли заселение районов вдоль границы с Приамурьем и Уссурийским краем. Поселенцам пограничных участков земля отводилась бесплатно, они освобождались от уплаты налогов в течение 5 лет. Особыми льготами пользовались китайские колонисты в районах, смежных с Уссурийским краем: здесь, кроме бесплатного участка земли, каждая семья получала бесплатно земледельческие орудия, рабочий скот, ссуду на постройку дома и обзаведение. Одновременно с этим в Маньчжурии шло строительство шоссейных дорог, вдоль границы размещались войска.
В 1881 году эмиссар пекинского двора У Дачэн основал в городе Гирине арсенал — современное военное предприятие, включавшее оружейную фабрику и пороховой завод.
В 1886 году цинские власти подняли вопрос о редемаркации российско-китайской границы в районе залива Посьет и устья реки Тумэнь. Поводом для этого послужили действия полковника М. В. Савёлова (1836—1890) — командира 1-го Восточно-Сибирского линейного батальона, расквартированного в посту Новгородском. Около 1874 года, выполняя функции фактического главы русской администрации в указанном районе, М. В. Савёлов поселил вблизи китайской границы несколько семей корейских переселенцев. Возникшая в результате этого деревня Савеловка, в силу плохой оборудованности пограничной линии и отсутствия точных карт местности, оказалась расположенной на китайской территории. В течение нескольких лет цинские власти не заявляли по этому поводу никаких претензий, однако впоследствии ситуация изменилась. Успехи цинской дипломатии на туркестанском направлении побудили Пекин к демаршу, основной целью которого было обеспечение выхода Китая к Японскому морю через устье реки Тумэнь.
В мае — июне 1886 года в урочище Новокиевском состоялись переговоры по вопросу о новом уточнении границы. 22 июня (5 июля) был подписан общий протокол, а в июне — октябре — протоколы описания границы по участкам. Китайские представители не смогли реализовать основные требования (в том числе о выходе своей территории к Японскому морю). В то же время на ряде участков — в том числе в районе деревни Савеловка, ‒ произошло изменение границы в пользу Китая.
Визит китайских военных кораблей во Владивосток в 1886 году был непосредственно связан с событиями вокруг Савеловки. Он должен был произвести впечатление на русские власти и продемонстрировать новые военные возможности Цинской империи. К середине 1880-х годов, благодаря усилиям Ли Хунчжана, северная группировка цинских ВМС, или Бэйянский флот, представляла собой серьёзную силу и насчитывала в своём составе 16 современных боевых судов английской и германской постройки. Ли Хунчжан считал необходимым использование флота в интересах внешней политики.

## Визит
В июне 1886 года отряд бэйянских кораблей вышел из Вэйхайвэя под начальством командующего флотом, адмирала Дин Жучана. В состав эскадры входили новейшие суда:
- Флагманский броненосец «Динъюань», командир — Лю Бучань (1852—1895)
- Броненосец «Чжэньюань», командир — Линь Тайцэн (1851—1894)
- Бронепалубный крейсер «Цзиюань», командир — Фан Боцянь (1854—1894)
- Крейсер «Чаоюн», командир — Е Цзугуй (1852—1905)
- Крейсер «Янвэй», командир — Дэн Шичан (1849—1894)
- Учебный крейсер «Вэйюань», командир — Са Чжэньбин (1859—1952)

Совершив заходы в Иокогаму, Пусан и Вонсан, эскадра 20 июля (3 августа) 1886 года пришла на рейд бухты Золотой Рог. В это время там находились корабли эскадры Тихого океана под командованием контр-адмирала А. А. Корнилова (1830—1893) — броненосный крейсер «Владимир Мономах», клиперы «Джигит» и «Вестник». Сибирская флотилия была представлена во Владивостоке клипером «Абрек», канонерскими лодками «Сивуч» и «Нерпа», а также невооружённым пароходом «Амур». Кроме того, в порту находились пароходы Добровольного флота «Ярославль» и «Владивосток». Только «Владимир Мономах» представлял собой силу, сопоставимую с китайскими крейсерами (но не с броненосцами).
22 июля (5 августа) моряки двух стран совместно отметили тезоименитство царствующей императрицы Марии Федоровны. Праздник начался в 10 часов утра торжественным богослужением, на котором присутствовали управляющий русским Морским министерством вице-адмирал И. А. Шестаков, военный губернатор Приморской области генерал-майор И. Г. Баранов (1835-?), командующий эскадрой Тихого океана, адмирал Дин Жучан, командиры русских и китайских военных кораблей, китайские пограничные представители У Дачэн и Икатанга, владивостокский городской голова И. И. Маковский, представители всех военных частей и гражданских учреждений Владивостока. После литургии и молебна с многолетием царствующему дому России все военные суда на рейде расцветились флагами и произвели артиллерийский салют в 31 выстрел. Затем, при ясной погоде, на палубе крейсера «Владимир Мономах» был дан банкет на 55 персон, хозяином которого выступал глава русского морского ведомства. Адмирал Дин Жучан был усажен по правую руку от И. А. Шестакова, начальник Тихоокеанской эскадры — по левую. Первые тосты были провозглашены за здоровье членов дома Романовых, они сопровождались криками «ура» и повторным салютом в 31 выстрел. После этого И. А. Шестаков провозгласил здравицу в честь китайского императора Гуансюя, которая была встречена салютом в 21 выстрел. Затем собравшиеся пили за здоровье шефа русского флота, великого князя Алексея Александровича. На банкете прозвучало несколько речей. Дин Жучан и У Дачэн говорили через переводчика. Командир броненосца «Чжэньюань» Линь Тайцэн произнес речь на английском языке. Он сказал: 

«Здесь, во Владивостоке, мы стоим на рубеже двух великих империй: русской и китайской, одинаково управляемых великими монархами, имеющими все, чтобы вести войну и всегда стремящихся к сохранению мира и дружбы со всеми народами. На Владивостокском рейде в настоящую минуту стоят два военных флота этих великих империй, не имеющие других задач, кроме поддержания мира и дружбы. Во Владивостоке в настоящую минуту находятся два высоких сановника, со стороны России — морской министр, со стороны Китая — генерал У, ведущие самые мирные, дружественные переговоры. Пять дней назад Китай праздновал тезоименитство своего императора, сегодня Россия празднует тезоименитство императрицы. Китайский флот впервые посетил Владивосток и сегодня, в торжественный день, ещё теснее обнимается с русским флотом. Сама природа говорит сегодня о мире и дружбе и дай Бог, чтобы этот мир и эта дружба сохранились между двумя великими державами — всегда мирными соседями — навеки».

Вечером суда и город были иллюминированы. 25 июля (8 августа) 1886 года китайская эскадра перешла в залив Посьет и вскоре покинула российские воды. Визит прошёл в полном соответствии с военно-морским этикетом конца XIX века.

## Последствия визита
Количество и качество китайских боевых кораблей произвели глубокое впечатление на русское военно-морское командование. После завершения визита И. А. Шестаков признался Приамурскому генерал-губернатору барону А. Н. Корфу:  «Ехал я сюда с намерением все морское здесь по возможности сократить; теперь… я пришёл к заключению, что нужно не сокращать здесь флот, а, напротив того, весь активный флот Балтийского моря следует перевести в Тихий океан».
В январе — феврале 1887 года в Петербурге было созвано Особое совещание в составе министра иностранных дел, военного и морского министров, Приамурского генерал-губернатора и других чиновников. Собравшиеся отметили, что «положение дел в бассейне Тихого океана заметно изменяется в последние годы благодаря активной роли, которую стремится присвоить себе Китай». И. А. Шестаков сразу же заявил, что русская эскадра Тихого океана уступает китайскому флоту. Морской министр утверждал:  «Как бы ни стояли мы выше китайцев в морском деле, но неравномерность сил наших должна ронять нас в их мнении, почему необходимо, не теряя времени, довести эскадру нашу до таких размеров, при которых она могла бы внушительно действовать…».  По мнению И. А. Шестакова, эскадру Тихого океана следовало усилить переброской судов со Средиземного моря, доведя её состав до 12 вымпелов. Русский посланник в Пекине А. М. Кумани в письме министру иностранных дел Н. К. Гирсу от 18 февраля 1887 года соглашался с мерами по усилению русской Тихоокеанской эскадры и советовал чаще демонстрировать Андреевский флаг в портах Северного Китая — особенно в Тяньцзине. Там флотскому командованию следовало обязательно посетить Ли Хунчжана и пригласить его отдать визит на борту русского флагмана. По мнению посла,  «оказанные этому сановнику почести…польстили бы его весьма чувствительному самолюбию». 
После визита эскадры Дин Жучана во Владивосток российское правительство сделало официальное заявление, что не стремится расширять свои владения на Дальнем Востоке (подразумевалась, прежде всего, Корея). В свою очередь глава внешнеполитического ведомства Китая Ли Хунчжан присоединился к русским требованиям, чтобы англичане убрали свою военно-морскую базу с корейских островов Комундо (Порт-Гамильтон), которые были заняты британской эскадрой в 1885 году.